# 25747 Nicerasmus
25747 Nicerasmus è un asteroide della fascia principale. Scoperto nel 2000, presenta un'orbita caratterizzata da un semiasse maggiore pari a 2,6859571 au e da un'eccentricità di 0,1314358, inclinata di 12,43891° rispetto all'eclittica.